# Třída Claymore
Třída Claymore byla třída torpédoborců francouzského námořnictva. Celkem bylo postaveno třináct jednotek této třídy. Francouzské námořnictvo je provozovalo od roku 1906. Žádný nebyl ve službě ztracen. Většina jich byla vyškrtnuta na počátku 20. let, poslední až roku 1931.

## Stava
Celkem bylo postaveno třináct jednotek této třídy. Prototypová jednotka Claymore byla objednána 2. září 1903 u loděnice Chantiers et Ateliers Augustin-Normand v Le Havre. Ve stejné době bylo jako třída Claymore přeobjednáno pět torpédoborců z loděnice Arsenal de Rochefort v Rochefortu, které původně patřily k předcházející třídě Arquebuse. Zbývajích plavidla postavily loděnice Arsenal de Rochefort a Arsenal de Toulon v Toulonu. Do služby byla přijaty v letech 1906–1909.
Jednotky třídy Claymore:
| Jméno          | Loděnice             | Založení kýlu | Spuštěn            | Vstup do služby | Osud            |
| -------------- | -------------------- | ------------- | ------------------ | --------------- | --------------- |
| Stylet (M32)   | Arsenal de Rochefort | 1904          | 18. května 1905    | duben 1907      | Vyškrtnut 1921. |
| Tromblon (M33) | Arsenal de Rochefort | 1904          | 17. června 1905    | duben 1907      | Vyškrtnut 1921. |
| Pierrier (M34) | Arsenal de Rochefort | 1904          | 28. února 1907     | listopad 1908   | Vyškrtnut 1921. |
| Obusier (M35)  | Arsenal de Rochefort | 1904          | 9. března 1906     | září 1907       | Vyškrtnut 1921. |
| Mortier (M36)  | Arsenal de Rochefort | 1904          | 23. března 1906    | leden 1908      | Vyškrtnut 1921. |
| Claymore (M37) | Normand              | 1904          | 14. března 1906    | květen 1906     | Vyškrtnut 1926. |
| Carquois (M38) | Arsenal de Rochefort | 1905          | 26. června 1907    | srpen 1908      | Vyškrtnut 1930. |
| Trident (M39)  | Arsenal de Rochefort | 1905          | 5. prosince 1907   | leden 1909      | Vyškrtnut 1931. |
| Fleuret (M40)  | Arsenal de Rochefort | 1905          | 14. prosince 1906  | březen 1908     | Vyškrtnut 1920. |
| Coutelas (M41) | Arsenal de Rochefort | 1906          | 12. ledna 1907     | březen 1908     | Vyškrtnut 1921. |
| Cognée (M44)   | Arsenal de Toulon    | 1905          | 26. listopadu 1907 | prosinec 1908   | Vyškrtnut 1921. |
| Hache (M45)    | Arsenal de Toulon    | 1906          | 15. února 1908     | červen 1909     | Vyškrtnut 1921. |
| Massue (M46)   | Arsenal de Toulon    | 1906          | 19. září 1908      | červen 1909     | Vyškrtnut 1927. |

## Konstrukce

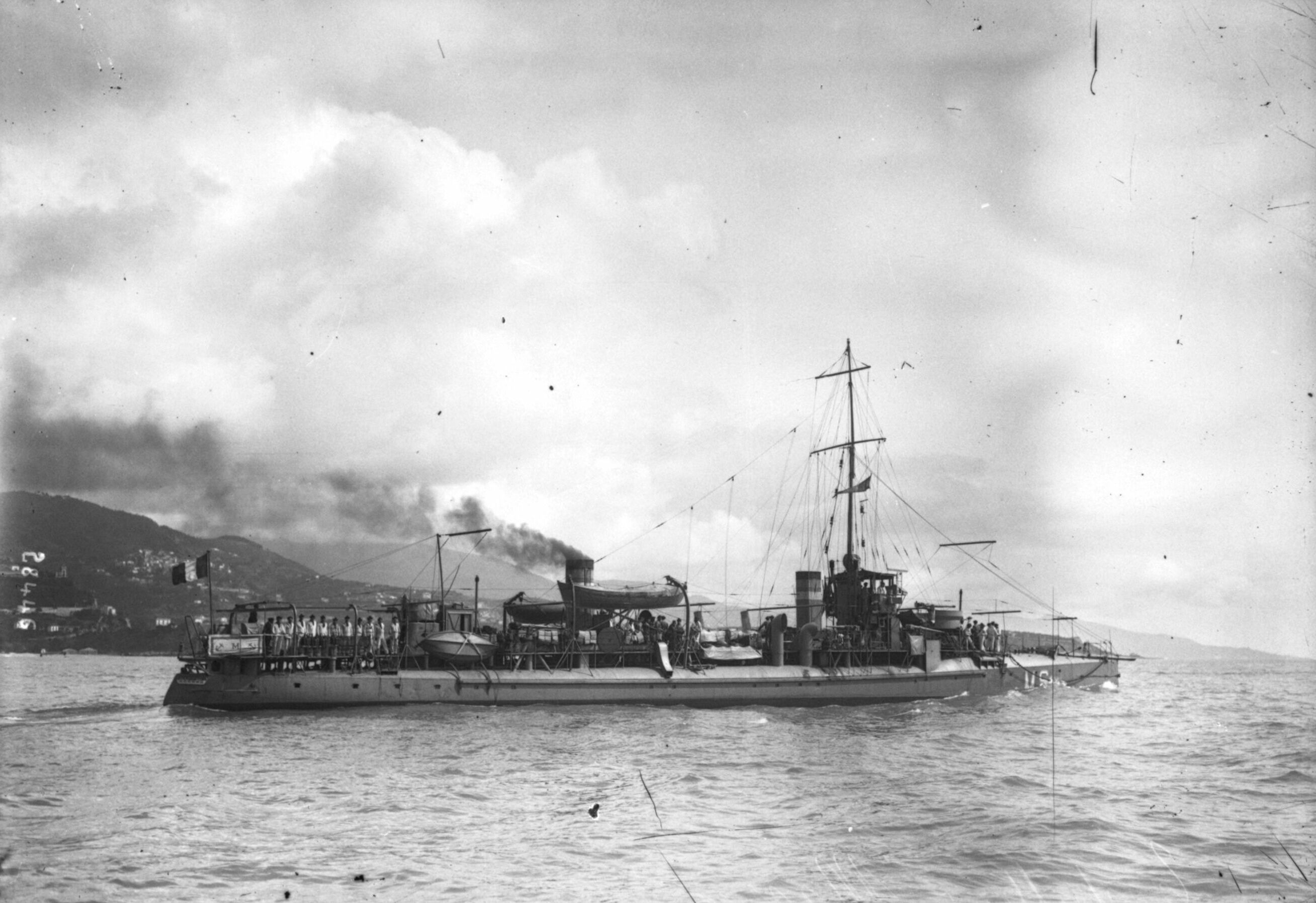
Massue (M46)

Výzbroj představoval jeden 65mm kanón, šest 47mm kanónů a dva 450mm torpédomety. Pohonný systém tvořily dva kotle a dva parní stroje s trojnásobnou expanzí o výkonu 6800 shp, pohánějící dva lodní šrouby. Použity byly kotle na uhlí různého typu (Normand, Du Temple). Torpédoborce měly dva komíny. Nejvyšší rychlost dosahovala 28 uzlů. Dosah byl 2300 námořních mil při rychlosti deset uzlů.

### Modifikace
Torpédoborec Pierrier byl postaven s experimentálním pohonem. Jelikož se neosvědčil, roku 1911 byl pohon sjednocen s ostatními jednotkami třídy. Za světové války byla upravována výzbroj jednotlivých plavidel.